# مبنى مجلس الأمة (الكويت)

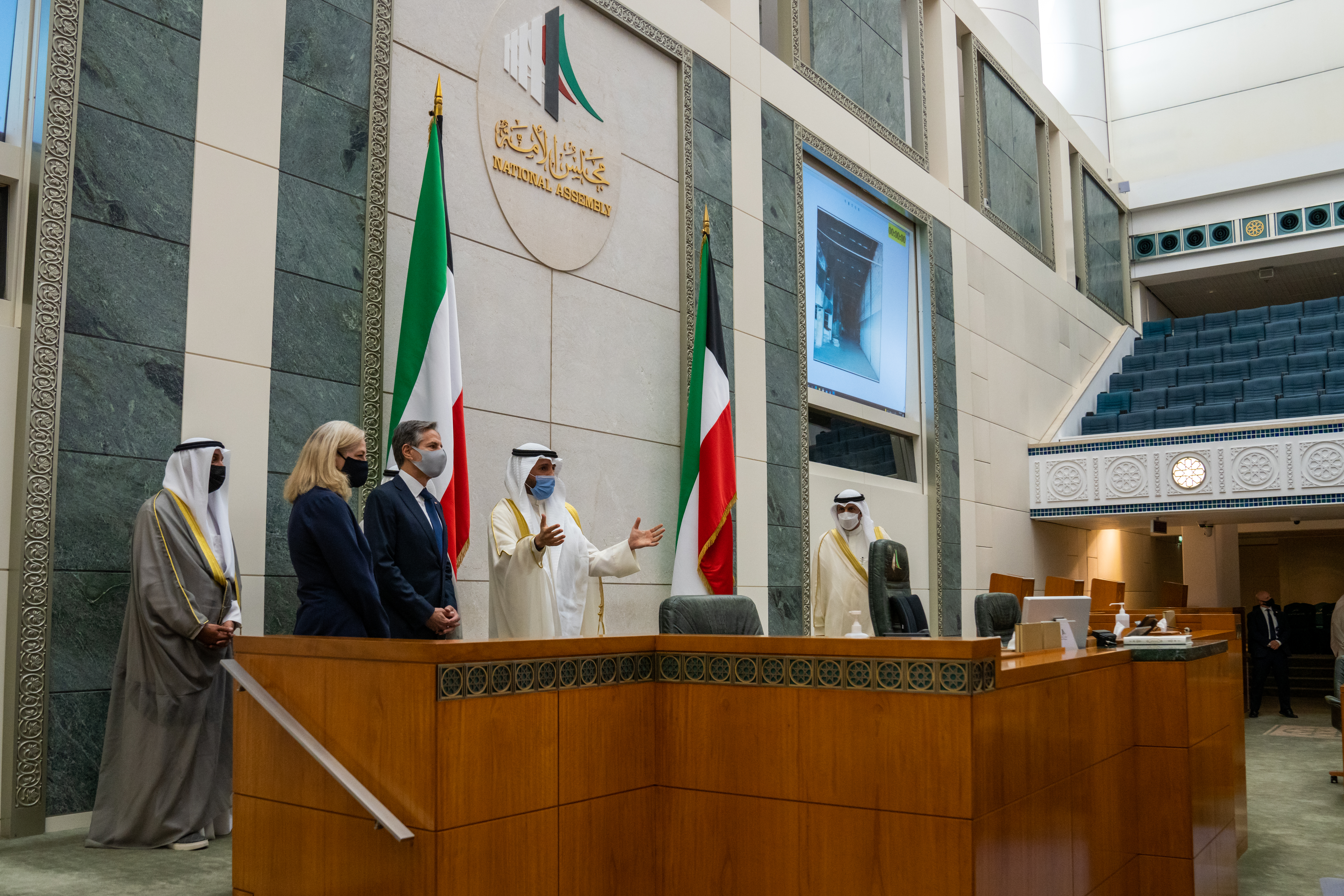
وزير الخارجية الأمريكي بيلكين مع رئيس مجلس الأمة السابق، مرزوق الغانم، على منصة رئاسة المجلس

مبنى مجلس الأمة الكويتي هو مبنى معماري تُقام فيه جلسات مجلس الأمة يقع على شارع الخليج العربي في العاصمة الكويتية في منطقة القبلة، افتتح مبنى مجلس الأمة الحالي في 23 فبراير 1986 برعاية الشيخ جابر الأحمد الصباح، وقد بلغت كلفته الإجمالية 25 مليونا و869 ألف دينار كويتي، وكان افتتاح المجلس يواكب احتفالات الكويت في العيد الوطني الخامس والعشرين، وحضر الافتتاح رؤساء مجالس الأمة السابقين وعدد من الأعضاء السابقين وعدد من الوزراء السابقين وعدد من رؤساء البرلمانات العربية، وصمم المبنى نفس مصمم مبنى دار أوبرا سيدني الدنماركي يورن أوتسون بإشراف ابنه يان، ويضم المبنى القاعة الرئيسية للمجلس  المسماة باسم قاعة عبد الله السالم نسبة إلى الشيخ عبد الله السالم الصباح وتتسع القاعة إلى قرابة الألف شخص، ويضم المبنى مكاتب للنواب ومكتبة، وقد تمت إضافة عدد من التعديلات على القاعة الرئيسية في مجلس الأمة لمواكبة العصر، فتمت إضافة أجهزة الكمبيوتر لجميع النواب ولوحة للتصويت الإلكتروني.

## الخلفية التاريخية
في أواخر عقد الستينات أعدت الحكومة الكويتية مهمة بناء مجلسٍ تُقام فيه الجلسات البرلمانية كجزء من خطة لبناء مؤسسات جديدة بعد الاستقلال، ودعت السلطات الكويتية آنذاك المهندس المعماري الدانماركي يورن أوتسون الذي اشتهر بتصميم دار أوبرا سيدني في أستراليا، والذي يعيش في هاواي في ذلك الوقت، قام يون بإرسال التصاميم الأولية إلى أوكتاي نايمان وإلى ابنه في الدانمارك يان الذي قام ببناء النموذج للتصميم.
وتذكر بعض الدراسات أن أوتسون كان يطمح في تصميمه إلى أن تكون سقيفة المدخل الواسعة عنوان الحل المعماري ورايته وأن تكون همزة وصل كفؤاً بين البحر والصحراء كما ينشد أن تكون تلك السقيفة الرحيبة بمنزلة ميدان ظليل يتفيأ تحته ناس كثيرون حاكمون ومحكومون مشرعون ومنفذون زيادة في تأكيد وظيفة المبنى ورمزيته.
عمل أوتسون ما يُقارب الثلاث سنوات على المشروع، قبل أن يقرر في مرحلة متأخرة من التخطيط تغيير نهجه واستبدال العناصر الهيكلية الدائرية بدلاً من المستقيمة، وفي عام 1975 أعطى أمير الكويت الضوء الأخضر لبدء أعمال تشييد المشروع. انتقل أوتزون إلى زيورخ رفقة أوكتاي نايمان وبورغ نيلسن وابنه يان، وأسس مكتب لاعتماد نهج التصميم وتسهيل الاتصالات، وأخيراً تم البدء بالمشروع في يوليو 1978 وتم إنجازه في مطلع عام 1982.
وفي 2 أغسطس 1990 تعرضت الكويت للغزو العراقي الذي دام قرابة سبعة أشهر وتحررت منه في 26 فبراير 1991 بتحالف دولي، وتعرض مبنى المجلس من جراء الغزو العراقي إلى دمار وحرق وفقدت مكتبته نحو 45 ألف كتاب ما بين سرقة وحرق.
ونتيجة لهذه الأعمال، بدأ العمل في مشروع إعادة ترميم بناء المبنى في يوليو 1991 بتكلفة بلغت 19 مليوناً و394 الف دينار وانتهى العمل في المشروع في أكتوبر 1992 حيث جرت انتخابات المجلس للفصل التشريعي السابع في الخامس من أكتوبر من العام ذاته.
وتعرض المبنى لتعديلات جذرية على تصميمات يورن أوتسون الأساسية تم فيها اختصار عدد من الوحدات الإدارية ونقل المدخل من مكانه السابق في الجهة الشمالية الغربية إلى الجهة المعاكسة الجنوبية الشرقية.
كما تم الاستغناء عن قاعة مركز المؤتمرات الكبيرة والمثيلة لقاعة المجلس وكذلك تم نقل مسجد مجمع المبنى من موقعه تحت السقيفة إلى داخل المبنى، ورغم هذه التعديلات فقد احتفظ المبنى بقيمته التكوينية الأساسية.

## التصميم
استلهم مبنى مجلس الأمة من التصميم الإسلامي، خاصةً أن المهندس يورن أوتسون أعجب بالعمارة الإسلامية بعد زيارته لعدة مدن منها مدينة أصفهان في عام 1959، ويعد مبنى مجلس الامة الذي يقع على مساحة 120 ألف متر مربع قلب الديمقراطية النابض في الكويت بواجهته الرحبة المطلة على بحر الخليج العربي وبتصميمه الذي يرمز للخيمة العربية وللضيافة الكويتية وبسقيفته الخارجية المتدلية المرتكزة على 12 من الأعمدة الشاهقة والممتدة على طرفيه وبخطوطه الشرقية المستوحاة من التراث الإسلامي.
ويبلغ مساحة المبنى الإجمالية 18 ألف مربع، ويتألف المبنى الرئيسي لمجمع المجلس من سرداب وطابق أرضي وطابق أول مؤديين إلى قاعة عبد الله السالم الصباح (قاعة المجلس) المكونة من دورين. ويحتوي الطابق الأول على مكاتب سمو الأمير وسمو ولي العهد وموظفي أمانة المجلس وقاعات اجتماع للاحتفالات وكافتيريا ومكتبة ومسجد واستراحة للأعضاء.
كما يضم مكاتب لرئاسة مجلس الامة ومكاتب لموظفي الأمانة وأعضاء المجلس وقاعات اجتماع للجان كما تم تزويد المبنى بجسر يربط بين كل من الجهة الشرقية والغربية للمبنى وسبعة مصاعد تربط جميع الأدوار.
ولمبنى مجلس الامة اربع بوابات منها بوابتان شمالية وجنوبية أما الجنوبية فهي المدخل الرئيسي للمجلس الذي يستعمله سمو الأمير ورئيس المجلس وسمو رئيس الوزراء وأعضاء المجلس والحكومة والهيئات والبعثات والضيوف.
وتتألف قاعة المجلس من دورين هما الدوري الأرضي ويحتوي على منصة الرئاسة ومنصة للأمانة العامة للمجلس ومنصتين للخبراء ومندوبي الحكومة. ويشمل الطابق الأرضي 120 مقعداً للأعضاء والوزراء وشرفة لكبار الزوار والصحافيين مزودة بـ222 مقعداً في حين يتضمن الدور الأول مدرجات مزودة بـ736 مقعداً للجمهور كما زُودت القاعة بنظم إلكترونية صوتية وتصويرية مرئية متطورة.